# Habenaria candolleana
Habenaria candolleana är en orkidéart som beskrevs av Célestin Alfred Cogniaux. Habenaria candolleana ingår i släktet Habenaria och familjen orkidéer. Inga underarter finns listade i Catalogue of Life.